# 테르메덴 온천
테르메덴 온천(-溫泉, Termeden Spa)은 경기도 이천시 모가면에 위치한 경기도의 온천이다. 온천의 의미는 독일어로 온천을 뜻하는 ‘테르메’(독일어: therme)라는 단어와 낙원을 뜻하는 ‘에덴’(eden)이라는 단어가 합쳐진 단어이다. 대한민국 최초의 독일식 온천이며, 실내·외의 온천수는 모두 천연온천수이다. 테르메덴 온천은 중탄산과 나트륨 등이 함유된 나트륨 중탄산천이다. 독일의 해양치유시설 바데하우스(독일어: bade:haus Norderney)를 모델로 했다. 천연 온천수는 지하 800m~1200m에서 나오는 PH9.02에 이르는 온천수로 평균 40°C이다.

## 교통
인근에 중부고속도로 남이천 나들목이 있다.

## 같이 보기
- 이천온천